# 青春の城 コビントン・クロス
『青春の城 コビントン・クロス』（Covington Cross）は、1992年8月25日から同年10月31日にかけてABCで放送されたアメリカ合衆国/イギリスのアドベンチャードラマシリーズ。イギリスでも放送され、フランスにおいても放送が予定されていた。本シリーズはイギリスで製作されたが、製作責任はアメリカのネットワークが負っている。

## 概要
物語は妻を亡くしたサー・トーマス・グレイ、そして彼の息子たちと娘の身に起こる日々の出来事を描く。コビントン・クロスはサー・トーマスの所有する城の名前である。長男のアームス、真面目なリチャード、自由な精神のセドリック、そして意志が強い娘のエレノアがサー・トーマスの子供たちである。他にもパイロットエピソードのみに登場するウィリアムという息子がいる。さらにサー・トーマスが恋するレディ・エリザベスも登場する。

## 放送と打ち切り
13エピソードが製作されたが、アメリカでは7エピソードで放送打ち切りとなった。撮影と製作が海外で行われたため高い費用がかかる番組だった。撮影の大部分はイングランドにある城で行われた。ケントにあるアリントン城はコビントン・クロスの外観シーンに使われ、城内シーンにはペンズハースト・プレイスが使われた。
村のセットは後にイギリスのテレビシリーズ『宇宙船レッド・ドワーフ号』第6シリーズのエピソード「花嫁は野獣美女」でゲルフの村として再利用された。

## キャスト
- サー・トーマス・グレイ - ナイジェル・テリー（英語版）（日本語吹替：小林修）
- レディ・エリザベス - シェリー・ルンギ（英語版）（日本語吹替：吉野由樹子）
- ジョン・マレンズ - ジェームズ・フォークナー（日本語吹替：内海賢二）
- リチャード・グレイ - ジョナサン・ファース（日本語吹替：江原正士）
- セドリック・グレイ - グレン・クイン（日本語吹替：宮本充）
- エレノア・グレイ - アイオン・スカイ（日本語吹替：土居裕子）
- アームス・グレイ - ティム・キリック（英語版）（日本語吹替：屋良有作）
- 修道士 - ポール・ブルック（英語版）（日本語吹替：島香裕）
- バークリー - フォーブス・コリンズ（日本語吹替：青森伸）
- ウィリアム・グレイ - ベン・ポーター（日本語吹替：後藤敦）
- アレクサンドラ・マレンズ - ローラ・ハワード（英語版）（日本語吹替：岡村明美）
- エドワード王 - マイルズ・アンダーソン（英語版）（日本語吹替：江角英明）
- ダニエル・オシェア - リチャード・リンターン（英語版）（日本語吹替：富山敬）
- ウォリンジャー - アンソニー・ヴァレンタイン（英語版）（日本語吹替：瑳川哲朗）
- コルスン - ロン・ペンバー（日本語吹替：小松方正）
- サリム - アート・マリック（日本語吹替：大和田伸也）
- モス - ジョン・カーター（英語版）（日本語吹替：久米明）
- ベックウィズ - ジェームズ・グラウト（英語版）（日本語吹替：富田耕生）
- サー・アイバー - ジェームズ・スミス（英語版）（日本語吹替：堀勝之祐）
- ワイアット卿 - クリスチャン・バージェス（日本語吹替：津嘉山正種）
- シャーロット・ワイアット - ルシンダ・フィッシャー（日本語吹替：二木てるみ）

## スタッフ
- 撮影監督：アラン・ヒューム、アーサー・ウースター
- プロダクションデザイナー：ブライアン・アクランド＝スノウ（英語版）、ピーター・マリンズ
- 編集：ロバート・C・ディアバーグ、テディ・ダーバス、タリク・アンウォー、キース・パーマー、トレヴァー・ウェイト
- 衣裳デザイン：バーバラ・レイン

### 日本語版スタッフ
- 翻訳：佐藤一公
- 演出：小林守夫
- 調整：高久高雄
- 効果：遠藤尭雄

## エピソード
|     | 邦題                   | 原題                 |
| --- | ---------------------- | -------------------- |
| 01. | 「仕組まれた結婚」     | Pilot                |
| 02. | 「十字軍から帰った男」 | Armus Returns        |
| 03. | 「恋する女剣士」       | Outlaws              |
| 04. | 「セドリック旅に出る」 | Cedric Hits the Road |
| 05. | 「国王陛下の騎士」     | The Hero             |
| 06. | 「忘れえぬ面影」       | Blinded Passions     |
| 07. | 「魔女を火あぶりに」   | The Persecution      |
| 08. | 「城を追われて」       | Eviction             |
| 09. | 「城内殺人事件」       | The Trial            |
| 10. | 「黒死病の影」         | The Plague           |
| 11. | 「砂漠からの刺客」     | Revenge              |
| 12. | 「小さな逃亡者」       | Celebration          |
| 13. | 「若者たちの門出」     | Brothers             |